# Haematopota cilipes
Haematopota cilipes är en tvåvingeart som beskrevs av Jacques-Marie-Frangile Bigot 1890. Haematopota cilipes ingår i släktet Haematopota och familjen bromsar. Inga underarter finns listade i Catalogue of Life.